# Tribunal d'honneur (roman)
Pour les articles homonymes, voir Tribunal d'honneur.
Tribunal d'honneur est un roman de Dominique Fernandez publié en 1997 et traitant, de façon romancée, des circonstances de la mort du compositeur russe Tchaïkovski.